# Zmaj: Priča o Bruce Leeju
Zmaj: Priča o Bruce Leeju je američki biografski film iz 1993. o spomenutom majstoru borilačkih vještina s elementima znanstvene fantastike. U filmu glavne uloge tumače Jason Scott Lee (kao Bruce Lee), Lauren Holly (kao Linda Emery) i Robert Wagner (kao Bill Krieger). Redatelj filma je Rob Cohen, dok su scenarij napisali John Raffo, Edward Khmara i Rob Cohen.
Glumac Jason Scott Lee nije u rodu sa slavnim prezimenjakom kojeg tumači u filmu.

## Radnja
Film započinje noćnom morom Lee Hoi-chuena (otac Bruce Leeja) u kojem Brucea kao dječaka pri povratku kući iz hrama napada demon obučen u srednjovjekovni oklop kineskog ratnika.
Bruce Lee je na početku filma prikazan kao dijete kojeg otac vodi u hram gdje dječak uči tradicionalne kineske borilačke vještine te se ubrzanim tijekom prikazuje Bruceovo odrastanje kroz vježbanje kung fua. Nakon toga započinje razvijanje priče kroz Bruceove tinejdžerske godine.
Na jednom plesnjaku koji se u Hong Kongu održavao u jednoj dvorani, manja grupica britanskih mornara počela je uznemiravati jednu mladu Kineskinju. Kako bi stao u obranu djevojke, Bruce Lee napada mornare te demonstrira svoje borilačko umijeće. Začuvši zvuk policijske sirene, pobjegne s plesnjaka. 
Vrativši se kući, odnosno popevši se požarnim stubama do svoje sobe u zgradi, ljutiti otac sinu govori da ga je kod kuće tražila policija. Naime, jedan od pretučenih mornara je nećak močnog političara u Hong Kongu. Otac sinu savjetuje kako je zbog vlastite sigurnosti najbolje da napusti Hong Kong i otiđe u Sjedinjene Države. Pritom mu otac otkriva tajnu koju mu je od dosad prešućivao. Naime, Bruce je rođen u San Franciscu u vrijeme kada je otac gostovao u Americi sa svojim kazalištem. Bruce od oca dobiva rodni list kojim se povrđuje njegovo američko državljanstvo (potrebno kod emigracijskih vlasti) te gomilu novca kojeg je štedio za svojeg sina kada dođe taj trenutak. Pri rastanku otac od sina zatraži da uspije u Americi, da i otac u Hong Kongu čuje za sinov uspjeh.
Na brodu koji je plovio za SAD, Bruceov entuzijazam malko je sputan kada mu jedan kineski profesor povijesti govori da ljudi žute rase nisu previše cijenjeni u Americi. Kao primjere toga dao je kineske radnike koji su u vrijeme tzv. Divljeg zapada gradili željezničke pruge, a kasnije bi ih se na varku ubijalo. Radnike bi se stavilo u košaru te poslalo kroz liticu da u stijene postavljaju dinamit zbog gradnje. Međutim, uže bi se namjerno presijeklo, a najamni radnici bi pali u ponor.
Bruce Lee se u San Franciscu zapošljava kao perač suđa u jednom skromnom kineskom restoranu. Živio je u malom stanu i čitao knjige, među ostalima i Ernesta Hemingwayja. Jedna od zaposlenica restorana pokaže interes za Brucea te provede noć kod njega. Sljedećeg dana u restoranu to izazove ljubomoru kod jednog starijeg kuhara koji Brucea napadne mesarskim nožem. Uskoro se starijem kuharu pridruže ostali zaposlenici kuhinje Bruce te bacaju Brucea na leđa u malu uličicu. Radnici uzimaju svoje mesarske noževe te u toj uličici napadaju Bruce Leeja. Bruce se uspijeva obraniti od napadača, pa čak i od starijeg kuhara koji je bio poznavaoc borilačkih vještina. Tučnjavu prekida vlasnica restorana (Nancy Kwan) te naređuje da se borba prekine te da se svi vrate svojim poslovima.
Bruce zbog incidenta gubi posao, a vlasnica restorana mu isplaćuje dvotjednu plaću te daje pozajmnicu koju može iskoristiti na dva načina. Prvi je da dobiveni novac potroši s djevojkom iz restorana te se nakon toga vrati u restoran gdje će nastaviti raditi kao perač posuđa. Drugi način je da dobiveni novac investira u obrazovanje, odnosno u bolju budućnost. Prihvativši drugu mogućnost, Bruce se upiše na koledž.
Upisom na sveučilište Bruce se suočava s rasnom netrpeljiosti od strane drugih studenata, a razlog je Korejski rat u kojem su poginuli mnogi očevi studenata. Demonstrirajući vlastite borilačke vještine Bruce Lee stječe poštovanje nekih studenata koji ga slijede i mole da ih poduči svojem stilu borbe.
Među svojom prvom klasom polaznika, Bruce upoznaje svoju buduću suprugu, Lindu Emery. Njih dvoje ubrzo su počeli hodati, a Linda mu je predložila da otvori vlastitu školu borilačkih vještina. Nakon što je otvorio svoju školu Bruceu u san ponovo dolazi demon koji ga napada.
Škola borilačkih vještina postala je uspješna te je Bruceu upućena prijeteća poruka drugih kineskih škola borilačkih vještina koje su smatrale da se te vještine nesmiju prenositi ne-Kinezima. Bruce je nastavio podučavati borilačke vještine svim svojim polaznicima, bez obzira na nacionalnu pripadnost. Zbog toga su mu kineske starješine naredile da se bori s Johnnyjem Sunom. Bruce u borbi pobješuje Suna, no odlazeći iz hrama, Johnny Sun teško ozljeđuje Bruce Leeja snažnim udarcem u leđa. Tijekom oporavka, Bruce i Linda zajedno pišu knjigu "Tao of Jeet Kune Do" koja je govorila o istoimenoj vrsti borilačkih vještina koju je Bruce Lee razradio iz kung fua. Linda je uskoro zatrudnjela te rodila sina kojeg je nazvala Brandon.
Nakon što se oporavio, Bruce je javno demonstrirao svoju vještinu Tao of Jeet Kune Do. Tada mu se ponovo suprotstavlja Johnny Sun na kojem je demonstrirao vlastiti 60 sekundni stil borbe. Bruce pobjeđuje, ali u slučaju da ga je Sun ponovo teško ozlijedio Linda bi ga napustila s djetetom jer nije htjela ponovo prolaziti sve što je prolazila kroz Bruceov rehabilitacijski oporavak.
Nakon borbe, Bruce susreće Billa Kriegera koji mu je ponudio ulogu u seriji Zeleni hornet. Bruce je prihvatio ulogu te je zajedno s Kriegerom stvorio TV seriju Kung Fu.
Na jednoj zabavi Bill Krieger objavljuje okupljenoj filmskoj ekipi da će se prekinuti snimanje Zelenog horneta, dok Linda svom suprugu obznanjuje da je po drugi puta trudna. U seriji Kung Fu, glavnu ulogu je tumačio David Carradine, jer je Krieger zbog boje kože radije stavio bijelog glumca nego azijata.
Kasnije se Bruce s obitelji vraća kući na očev pogreb te mu uskoro prilazi Philip Tan, hongkonški filmski producent. Izjavljuje mu da je Bruce veoma poznat u Hong Kongu zbog američkih serija Zeleni hornet i The Kato Show koji su se prikazivali i u domovini. Tako započinje Leejeva filmska karijera u hongkonškim akcijskim filmovima. Prvi snimljeni film, Veliki šef postigao je golem uspjeh. Na setu snimanja filma, Bruce Lee je u tvornici leda imao tešku borbu protiv brata Johnnyja Suna, koji je došao po osvetu.
Ostvarivši veliku karijeru u domovini, Bruceu se ponovo javlja Bill Krieger koji ga je htio angažirati u visoko budžetnim hollywoodskim filmovima. Bruce Lee je prvotno odbio ponuđenu ponudu, ali kako mu je supruga Linda izjavila da se vraća u SAD s djecom (Brandonom i Shannon), Bruce se nevoljko vraća.
Na 32. dan snimanja filma Na zmajevom putu, Bruce Lee se konačno susreće s demonom. U teškoj borbi demon je ubijen na način da je zadavljen pomoću nunčaka. Završetkom borbe, Bruce se mislima vraća na filmski set te odmah odlazi kući vidjeti je li Brandon živ.
Film završava Bruceovim odlaskom na snimanje seta filma Posljednja igra smrti, gdje svojoj supruzi govori: "Zaboravio sam ti reći da te volim".

## Uloge
- Jason Scott Lee kao Bruce Lee[3]
- Lauren Holly kao Linda Lee[4]
- Robert Wagner kao Bill Krieger
- Duncan Chow kao Bruce Lee (dječak)
- Michael Learned kao Vivian Emery
- Nancy Kwan Yang kao Gussie
- Ed Parker Jr. kao Ed Parker
- Kay-tong Limas kao Philip Tan
- Ric Young kao Bruceov otac
- Wang Luoyong kao Yip Man
- Sterling Macer kao Jerome Sprout
- Sven-Ole Thorsen kao Demon
- Eric Bruskotter kao Joe Henderson
- Michael Cudlitz kao Tad Overton
- Van Williams kao TV redatelj Zelenog Horneta[5]
- Lala Sloatman (ponekad potpisana kao Lala) kao Sherry Schnell

## Glazba
Glazbu za film je napisao Randy Edelman. Također, napisao je i nepotpisanu pjesmu Green Onions koja je svirala tokom Bruceove tučnjave s osobljem restorana.

## Zanimljivosti sa snimanja filma
- Glumci Jason Scott Lee i Lauren Holly trenirali su mjesecima vještinu Jeet Kune Do pod vodstvom bivšeg učenika Bruce Leeja, Jerryja Poteeta.[7] Jason Scott Lee je i nakon završetka snimanja filma nastavio s Poteetom trenirati taj stil borbe. Sam Jerry Poteet se prikazuje u filmu u pozadini mnogih prizora.
- U filmskoj borbi demona i Bruce Leeja prikazan je nadgrobni spomenik samog borca. Datumi rođenja i smrti te epitaf na spomeniku isti su kao i oni pravi na Leejevom grobu u Seattleu, jedino je slika borca drugačija.
- Uloga Bruce Leeja najprije je ponuđena njegovom sinu Brandonu koji je ponudu odbio. Brandon Lee je poginuo na snimanju filma Vrana u ožujku 1993. godine, pri snimanju fatalne scene pucnjave pištoljem gdje su se iz nepoznatih razloga umjesto čoraka koristili pravi metci. To se dogodilo svega dva mjeseca prije nego što je u kinima prikazan film: "Zmaj: Priča o Bruce Leeju".[8] Na završnom creditsu filma, označeno je da je film posvećan u sjećanje na Brandona Leeja.
- Shannon Lee, kćer Bruce Leeja imala je u filmu cameo ulogu kao pjevačica na sceni partyja filmske ekipe, kada Linda govori Bruceu da je drugi put trudna (noseći upravo Shannon).
- Van Williams koji je glumio u američkoj TV seriji Zeleni hornet iz 1960-ih, pojavljuje se u filmu kao redatelj same serije. Suprotno filmu, Williams je u stvarnosti pokrenuo peticiju kojom je tražio da njegovi kolege glumci drugih rasa glume u seriji u istom vremenskom periodu kao i bijelci. Međutim, Williamsove molbe nisu "urodile plodom".[9]
- Film je baziran na knjizi: "Bruce Lee: Čovjek kojeg sam poznavala" koju je napisala Linda Lee Cadwell, bivša supruga i udovica pokojnog borca i glumca.[10]
- U filmu Brzi i žestoki na televizoru jednog od likova filma pojavile su se scene filma Zmaj: Priča o Bruce Leeju. Razlog toga je što je oba filma režirao Rob Cohen.

## Stvarnost u odnosu na film
- U stvarnosti Johnny Sun nije teško ozlijedio Bruce Leeja prilikom njihovog međusobnog obračuna kako je prikazano u filmu. Borba se uistinu dogodila, ali ne u nekom nepoznatom hramu nego u Bruce Leejovoj školi za borilačke vještine. Bruce je uspješno pobijedio ali je njegov stil borbe bio veoma ograničen. Zbog toga je razvio vlastiti stil Jeet Kune Do. Lee je kasnije ozlijedio leđa tokom vježbe.
- Nije bilo revanša između Bruce Leeja i Johnnyja Suna ili Leejevog obračuna s bratom Johnnyja Suna tokom snimanja filma Veliki šef (The Big Boss). U stvarnosti se Bruce Lee potukao s lokalnim tajlandskim boksačem tokom snimanja filma Veliki šef.
- Bruce Lee nije pobjegao brodom u SAD jer je teško ozlijedio nećaka od moćnog honkonškog političara, nego jer su ga roditelji htjeli spasiti od lošeg društva u koje je često upadao.
- Borac na put brodom nije otišao s velikom svotom novca kojeg je njegov otac štedio od njegova rođenja, nego sa svega 100 USD. Kako bi uspio nešto zaradati, Bruce Lee je na brodu davao poduke iz plesa.

## Dobit
Film Zmaj: Priča o Bruce Leeju snimljen je s budžetom koji je iznosio 14 milijuna USD. Film je u SAD-u zaradio 35.113.743 USD a diljem Svijeta 28.400.000 USD. Ukupna zarada filma iznosila je 63.513.743 USD.
Kritičari su filmu uglavnom dodijelili pozitivne recenzije. Na RottenTomatoes je ocijenjen s 81%, na temelju 16 recenzija filma.

## Vanjske poveznice
- Zmaj: Priča o Bruce Leeju na IMDb
- Zmaj: Priča o Bruce Leeju na Allmovie
- Zmaj: priča o Bruce Leeju na Rotten Tomatoes
- Zmaj: Priča o Bruce Leeju na Box Office Mojo